# 村田和美
村田 和美（むらた かずみ、1978年12月25日 - ）は、日本の元女優、元タレント、元スポーツキャスター。元アイドル、元歌手。神奈川県伊勢原市出身。ビッグアップルに所属していた。身長161cm（2000年時点）。血液型はAB型。

## 来歴
- 1990年、第4回全日本国民的美少女コンテストで本選出場（同大会グランプリ受賞者は小田茜）。
- 14歳のころに原宿でスカウトされて芸能界入り。
- 1993年から1995年の間に、テレビ朝日系『はなきんデータランド』などで、他の同世代のアイドルらと共に出演。
- 1995年4月21日、ビクターエンタテインメント（初代法人）からシングル「気楽にいこう!」で歌手デビュー。その後、1997年までの間に計6枚のシングルを発売後、歌手活動を休止。ファンクラブ「KAZUMIX CLUB」も作られたが、こちらは2002年ごろに発展的解消（解散）。
- 1996年、日本ビクター（現・JVCケンウッド）が展開するキャンペーン「ビクター・甲子園ポスター」に登場。さらにこのころから『Shimura-X』、のちに『志村けんのバカ殿様』など、志村けんの冠番組に出演。
- 1997年、映画『ねらわれた学園』のリメイク版に主演し、同年、同リメイク版のテレビシリーズ分でも主演。さらにこのころから、日本テレビ系『特命リサーチ200X!』出演開始など、数々のテレビ番組に出演。
- 2000年、『仮面ライダークウガ』に沢渡桜子役で出演[1]。テレビシリーズとしては10年ぶりの『仮面ライダー』だったこともあり、注目を集めた。
- 2002年、テレビ東京の「ソルトレークシティオリンピック」のハイライト番組のキャスターを担当。同年4月から同局のスポーツニュース番組『激スポ!』の金曜キャスターとして、2003年12月まで出演。
- 2004年2月、39歳の青年実業家との結婚を発表。約11年間の芸能活動に幕を下ろした。

## 出演

### テレビドラマ
- パラダイス・オブ・パラダイス 〜母の声〜（1993年5月、NHK総合） ドラマ初出演作。
- 木曜の怪談 魔法のキモチ（1996年1月-2月、フジテレビ）主演は広末涼子。
- 月曜ドラマスペシャル ハロー張りネズミ（1996年6月、TBS） - 梓夢子 役
- ねらわれた学園（テレビシリーズ、全9話）（1997年8月-9月、テレビ東京） - 主演：楠本和美 役
- 月曜ドラマスペシャル名探偵キャサリン6（1998年11月30日、TBS） - 藤堂美夜子 役
- 仮面ライダークウガ（2000年-2001年、テレビ朝日） - 沢渡桜子 役
- 太陽と雪のかけら（2002年） - 森崎夏美 役
- ヴァンパイア・シンドローム［HATU］（2002年、KBS京都、テレビ神奈川系）

### その他番組
- MEW（1994年、テレビ朝日）
- ミックスパイください（1995年9月 - 1996年3月、中部日本放送）
- バリキン7 賢者の戦略（1996年10月 - 1997年9月、TBS）※準レギュラー
- 志村けんのバカ殿様（1996年 - 2000年、フジテレビ）※レギュラー
- 志村Xシリーズ（1996年10月 - 2000年9月、フジテレビ）※レギュラー
- ティーンズ・ウェーブ'96（1996年10月10日、NHK総合）※司会
- スクール五輪の書 思春期放送局（月曜日）（1997年4月-1998年3月、再放送:1998年4月-1999年3月、NHK教育）
- 特命リサーチ200X（1997年 - 2002年、日本テレビ）
- 熱闘甲子園（1997年8月11 - 12日、朝日放送・テレビ朝日） - キャスター
- 激生!スポーツTODAY 金曜日担当（2002年4月-2003年12月、テレビ東京）

### 映画
- ねらわれた学園 －The Messiah from the Future－（1997年3月、ギャガ・コミュニケーションズ）監督：清水厚 主演：楠本和美 役
- 本気!28 争奪編 -Vシネマ（2003年） - 静香 役

### ラジオ
- TOWER STATION CHAMP（1996年-1997年、FM東京） 石岡美紀と共に出演。
- 泉谷しげるのミュージックバトル!（2003年7月-12月、文化放送）アシスタント

### オリジナルビデオ
- 本気!28・争奪編（2003年10月、日本映像）

### CM
- カネボウフーズ（現・クラシエフーズ）「ホームラン軒」（1994年）※大槻ケンヂと共演。
- ベルクラシック

### ゲーム
- PS 仮面ライダークウガ 沢渡桜子の声
- 情報捜査官e－POLICE　　堂島 晶役

## 出版

### 写真集
- PEACE & BEAUTY（1997年、集英社）
  - タイトルの由来は、名前「和美」を英語に直訳したもの。
- 19 20 NINETEEN TWENTY（1998年、竹書房）
- WITH THE WILL（1999年12月1日、ぶんか社）
- X（2000年11月1日、ワニブックス）
- STEPS OF MY LIFE（2001年11月1日、ソニー・マガジンズ）
- Fly!!（2003年7月11日、竹書房）

### イメージビデオ・DVD
- Final Beauty（1998年、竹書房）
- D-Splash!（2000年、キングレコード）
- Infinity（2001年、キングレコード）
- Fly!!（2003年、竹書房）
- 蒼い海（2003年、デジキューブ）

## ディスコグラフィー

### シングル
1〜6はビクターエンタテインメント（初代法人）からの発売。
1. 気楽にいこう! (c/w) 恋がなくちゃはじまらない（1995年4月21日、VIDL-10632）
  - 名古屋テレビ・テレビ朝日系アニメ『黄金勇者ゴルドラン』エンディング曲
2. 女の子に生まれたからには (c/w) バラ色の毎日（1995年8月23日、VIDL-10690）
3. けっこう・ブルー (c/w) ちょっと、ナニ、ソレ?ダレ!?（1996年3月23日、VIDL-10752）
4. やっぱ、やめとく… (c/w) いい顔しようよ（1996年8月21日、VIDL-10804）
5. NUDE (c/w) Tick Tickベイビー（1996年12月4日、VIDL-10838）
  - 金子美香が1991年に出した同名アルバムのタイトル曲のカバー。
  - (c/w)は、1996年のテレビ神奈川の番組『横浜ベイビー』（村田自身も出演）のエンディングテーマ。
6. Kitt Kitt (c/w) DEDICATION（1997年9月22日、VIDL-30069）
7. Believe in Miracle（2000年8月19日、CODC-1894）
  - 『仮面ライダークウガ』関連シングル。日本コロムビアより発売。

### アルバム
- 村田和美コレクション（2004年2月21日、VICL-61330）
  - 上記ビクターエンタテインメント（初代法人）時代のシングル曲を、カップリング曲(c/w)含めて、全て収録した内容。